# 手塚治虫漫画選集
『手塚治虫漫画選集』（てづかおさむまんがせんしゅう）は、鈴木出版より発売された手塚治虫の漫画作品全集。全25巻。

## 概要
1958年10月から1963年4月まで、A5判ハードカバーにて全25巻が刊行された。後年発売の講談社版『手塚治虫漫画全集』同様、コマ割りの変更や書き足しが行われている。
ほぼ同時期に刊行されていた光文社版『手塚治虫漫画全集』は、『鉄腕アトム』や『ジャングル大帝』といった長編メジャータイトルを収録していたのに対し、本全集はバラエティに富んだ短・中編を収録している。なお、光文社全集との収録作品の重複はない。

## 作品
| 番号 | タイトル             | 巻数 | 発売日         | 備考                                       |
| ---- | -------------------- | ---- | -------------- | ------------------------------------------ |
| 1    | 旋風Z                | 前編 | 1958年10月10日 |                                            |
| 2    | 虹のとりで           |      | 1958年11月10日 | 「荒野の弾痕」併録                         |
| 3    | 黒い宇宙線           |      | 1958年12月10日 | 「くろい宇宙線」から改題、「複眼魔人」併録 |
| 4    | ケン一名探偵         |      | 1959年5月25日  | 「ケン1探偵長」から改題                    |
| 5    | フィルムは生きている |      | 1959年8月20日  |                                            |
| 6    | ロック冒険記         |      | 1959年10月25日 | B6判                                       |
| 7    | 双子の騎士           | 前編 | 1960年1月25日  |                                            |
| 8    | 双子の騎士           | 後編 | 1960年3月15日  | 「ベニスの商人」併録                       |
| 9    | 旋風Z                | 後編 | 1960年7月10日  |                                            |
| 10   | 宇宙空港             |      | 1960年9月5日   | 「白骨船長」「狂った国境」併録             |
| 11   | エンゼルの丘         | 1    | 1960年11月20日 |                                            |
| 12   | エンゼルの丘         | 2    | 1960年12月20日 |                                            |
| 13   | ジェットキング       |      | 1961年4月15日  |                                            |
| 14   | 夜明け城             |      | 1961年5月25日  |                                            |
| 15   | 孔雀貝               |      | 1961年7月25日  | 「こだまちゃん」「赤い雪」併録             |
| 16   | エンゼルの丘         | 3    | 1961年9月25日  |                                            |
| 17   | キャプテン・ケン     | 1    | 1962年6月25日  |                                            |
| 18   | キャプテン・ケン     | 2    | 1962年8月25日  |                                            |
| 19   | おれは猿飛だ!        | 1    | 1962年9月25日  |                                            |
| 20   | 大洪水時代           |      | 1962年10月25日 | 「太平洋Xポイント」併録                    |
| 21   | キャプテン・ケン     | 3    | 1962年10月25日 |                                            |
| 22   | 白いパイロット       | 1    | 1962年11月25日 |                                            |
| 23   | 白いパイロット       | 2    | 1962年12月25日 |                                            |
| 24   | 白いパイロット       | 3    | 1963年1月25日  |                                            |
| 25   | エンゼルの丘         | 4    | 1963年4月10日  |                                            |